# お昼の独占!女の60分
『お昼の独占!女の60分』（おひるのどくせん おんなのろくじっぷん）は、テレビ朝日系列局ほかで放送されたテレビ朝日製作のバラエティ番組。製作局のテレビ朝日では1992年3月30日から同年9月25日まで、平日昼の正午に生放送。

## 概要
土曜日に放送されていた『独占!女の60分』を帯番組化したものである。
しかし、視聴率は帯番組への改編直後から悪化の一途を辿り、1992年6月末以降、月曜を男性レギュラーのみの構成とし、全曜日通じての新司会者として村上不二夫を起用したり、他の曜日に関してもこれまでの突撃企画から芸能スキャンダル・事件ネタ・生活情報などを中心としたワイドショー色の強いレポートを中心とした内容に変更するなどの大幅なテコ入れを行った。しかし、それでも視聴率が回復することはなく、わずか半年で打ち切り。結果として、1975年10月に放送された『独占!女の60分』時代から実に17年間にわたって放送された長寿番組シリーズにピリオドを打つことになった。

## 出演者

### 司会
- 朝丘雪路 - 1992年6月末まで月曜・火曜のメイン司会を担当。
- 岩井友見 - 1992年6月末まで水曜・木曜・金曜のメイン司会を担当。
- キャシー中島 - 1992年6月末までサブ司会を担当。
- 村上不二夫 - 1992年6月末より全曜日のメイン司会を担当。番組唯一の男性司会者。
  - 尚、村上不二夫が新メイン司会者に起用された後も、朝丘・岩井・中島ともに“ご意見番”扱いとして番組には放送終了時まで出演を続けた（朝丘・岩井はサブ司会格の“ご意見番”としてそれぞれ火・水曜（朝丘）、木・金曜（岩井）の週2日出演、中島は中尾ミエ、花園ひろみらと並列の日替わり“ご意見番”として出演を継続）。

### ご意見番
- 中尾ミエ
- 南田洋子
- 真屋順子
- 山田スミ子
- 三ツ矢歌子
- 花園ひろみ
- 泉アキ - 当初は「アタッカー」として出演していたが、後にご意見番を担当するようになった。
- ほか

## ネット局と放送時間
系列は放送当時のもの。◎印は、前身番組の『独占!女の60分』も放送していた局であることを示す。
| 放送対象地域   | 放送局             | 系列                                         | ネット形態    | 備考                 |
| -------------- | ------------------ | -------------------------------------------- | ------------- | -------------------- |
| 関東広域圏     | テレビ朝日         | テレビ朝日系列                               | 制作局        | ◎                    |
| 北海道         | 北海道テレビ       | テレビ朝日系列                               | 同時ネット    | ◎                    |
| 青森県         | 青森朝日放送       | テレビ朝日系列                               | 同時ネット    | ◎                    |
| 秋田県         | 秋田放送           | 日本テレビ系列                               | 15:00から放送 | [ 注 1 ]             |
| 山形県         | 山形放送           | 日本テレビ系列 テレビ朝日系列                | 14:00から放送 | [ 注 2 ]             |
| 宮城県         | 東日本放送         | テレビ朝日系列                               | 同時ネット    | ◎                    |
| 福島県         | 福島放送           | テレビ朝日系列                               | 同時ネット    | ◎                    |
| 新潟県         | 新潟テレビ21       | テレビ朝日系列                               | 同時ネット    | ◎                    |
| 長野県         | 長野朝日放送       | テレビ朝日系列                               | 同時ネット    | ◎                    |
| 静岡県         | 静岡けんみんテレビ | テレビ朝日系列                               | 同時ネット    | ◎ 現：静岡朝日テレビ |
| 石川県         | 北陸朝日放送       | テレビ朝日系列                               | 同時ネット    | ◎                    |
| 福井県         | 福井放送           | 日本テレビ系列 テレビ朝日系列                | 15:00から放送 |                      |
| 中京広域圏     | 名古屋テレビ       | テレビ朝日系列                               | 同時ネット    | ◎                    |
| 近畿広域圏     | 朝日放送           | テレビ朝日系列                               | 同時ネット    | 現：朝日放送テレビ   |
| 鳥取県・島根県 | 山陰放送           | TBS系列                                      | 14:00から放送 |                      |
| 広島県         | 広島ホームテレビ   | テレビ朝日系列                               | 同時ネット    | ◎                    |
| 山口県         | 山口放送           | 日本テレビ系列 テレビ朝日系列                | 14:00から放送 |                      |
| 香川県・岡山県 | 瀬戸内海放送       | テレビ朝日系列                               | 同時ネット    | ◎                    |
| 愛媛県         | 南海放送           | 日本テレビ系列                               | 14:00から放送 |                      |
| 高知県         | 高知放送           | 日本テレビ系列                               | 14:00から放送 |                      |
| 福岡県         | 九州朝日放送       | テレビ朝日系列                               | 同時ネット    | ◎                    |
| 長崎県         | 長崎文化放送       | テレビ朝日系列                               | 同時ネット    | ◎                    |
| 熊本県         | 熊本朝日放送       | テレビ朝日系列                               | 同時ネット    | ◎                    |
| 大分県         | テレビ大分         | 日本テレビ系列 フジテレビ系列 テレビ朝日系列 | 同時ネット    | [ 注 3 ]             |
| 宮崎県         | 宮崎放送           | TBS系列                                      | 14:00から放送 | ◎                    |
| 鹿児島県       | 鹿児島放送         | テレビ朝日系列                               | 同時ネット    | ◎                    |
| 沖縄県         | 琉球放送           | TBS系列                                      | 14:00から放送 |                      |

### 備考
- 土曜時代に差し替えでローカル番組を放送してきた朝日放送は、平日になってからが初めての放送となったが、逆にKBS京都・テレビ和歌山・サンテレビの番販扱いで購入してきた近畿地方の独立UHF3局は帯番組化に伴い、放送が打ち切られることとなった。
- 北海道テレビは1989年3月に、広島ホームテレビは1981年3月に土曜時代の放送がそれぞれ打ち切られて以来、事実上の放送再開となった。
- 平日枠での放送となったことで、土曜時代が未放送だった秋田・福井・滋賀・大阪・奈良・鳥取・島根・山口・愛媛・高知・沖縄の11府県では『独占!女の60分』シリーズ初放送となった。一方で、『アフタヌーンショー』から平日正午枠の番組をネットしてきた富山の北日本放送（日本テレビ系列）が前番組である『女38歳気になるテレビ』終了をもって平日正午枠のネットを打ち切ったものの、土曜時代は放送されていた。この為、岩手・山梨・徳島の3県では『独占!女の60分』シリーズは最後まで未放送となった。